# Gamasiphoides coniunctus
Gamasiphoides coniunctus är en spindeldjursart som beskrevs av Wolfgang Karg 1976. Gamasiphoides coniunctus ingår i släktet Gamasiphoides och familjen Ologamasidae. Inga underarter finns listade i Catalogue of Life.